# Сплави молібдену
Спла́ви молібде́ну (англ. Molybdenum alloys) — сплави на основі молібдену а також сплави, де молібден виконує роль легувального елемента. Вони відзначаються жароміцністю, високими модулями Юнга і зсуву, відносно малим коефіцієнтом теплового розширення, значною корозійною стійкістю в розплавах лужних металів, їхній парі та на повітрі.
Чистий молібден при високих температурах чутливий до кисню. Шкідливий вплив кисню пов'язаний з утворенням відносно легкоплавких оксидів молібдену, що розташовуються по границях зерен у вигляді тонкого прошарку легкоплавкої евтектики Мo—МоO3 (температура плавлення 680 °С), що спричиняє окрихчення металу та зниження його міцності. Шкідливу дію кисню можна значною мірою загальмувати добавками цирконію, гафнію, титану, ніобію, які зв'язують його у тугоплавкі оксиди, що виділяються при кристалізації металу у вигляді дисперсних включень і розташовуються всередині та по границях зерен.
Молібден входить до складу багатьох технічних сплавів різноманітного призначення. Досліджено практично усі бінарні, багато потрійних та деякі четверні системи, що містять молібден. Загальна кількість можливих металічних систем за участі молібдену є дуже великою. Однак експериментальне дослідження такого роду систем пов'язане зі значними труднощами через потребу забезпечення відносно високих температур та точного їх вимірювання. Крім того, суттєві незручності виникають у тих випадках, коли в системі беруть участь легкоплавкі та леткі компоненти. Молібденові сплави зручно отримувати спіканням у середовищі водню (водень хімічно відновлює адсорбований кисень і поверхневі оксиди на частинках порошку) з попередньо пресованого порошку з наступним куванням та волочінням.
Усі сплави на основі молібдену можна розділити три групи: сплави тверді розчини заміщення; сплави, стабілізовані карбідом і сплави, зміцнені дисперсійно.

## Сплави тверді розчини заміщення
Бінарний сплав заміщення на базі молібдену є найпростішим видом сплаву. У ньому атоми другого компонента сплаву замінюють атоми молібдену в об'ємноцентрованій кубічній (ОЦК) кристалічній структурі. У цьому випадку виникають додаткові зусилля в кристалічній ґратці, тим самим збільшуючи міцність матеріалу. Близькість атомних радіусів, подібність електронної структури та ідентичність структури кристалів обумовлюють повну взаємну розчинність таких металів з молібденом як в рідкому, так і в твердому стані (спостерігається діаграма стану сплавів II-го роду).
Молібден легко сплавляється з вольфрамом у необмежених пропорціях, а також з іншими важкими і тугоплавкими металами, утворюючи з ними тверді розчини та інтерметалічні сполуки. Невеликі добавки вольфраму у молібден сповільнюють процес окиснення останнього. Через високі температури отримання різних сплавів молібдену і вольфраму сплавлення зазвичай неприйнятне, і у більшості випадків при дослідженнях застосовується спікання та інші методи порошкової металургії. Найчастіше добре подрібнені вихідні метали спочатку спікають, а потім переплавляють в електродуговій печі з витратними електродами із спеченого матеріалу. Інколи попередньо спікають лише сам молібденовий порошок, а потім в отримані таким способом пористі заготовки заливають розплав іншого металу.
Повна взаємна розчинність у твердому стані принаймні при вищих температурах існує у сплавах молібдену з металами V групи (ніобієм, танталом та ванадієм) періодичної системи, хоча тут часто спостерігається досить значна невідповідність між складом рідких та твердих фаз. Безперервні ряди твердих розчинів молібден утворює з ніобієм, і навіть з танталом. У системі молібден-ніобій сплави з 30 % молібдену вирізняються максимальною твердістю та високим електричним опором. Невеликі добавки молібдену до ніобію підвищують його механічну міцність та в'язкість. Тантал поєднується з молібденом у всіх співвідношеннях. Дуже невеликі добавки молібдену до танталу збільшують його твердість і електроопір, але якщо вміст молібдену підвищується до 10 %, такий танталовий сплав погано піддається обробці. Лише одна тверда фаза була виявлена в системах молібдену з ванадієм при різних співвідношеннях вихідних компонентів. Для сплавів ванадію з молібденом виявлено, що твердість та електричний опір підвищуються до вмісту 60 %.
Також інтерес викликають високолеговані сплави молібдену з ренієм. Реній утворює з молібденом тверді розчини у широкому діапазоні концентрацій (до 60 % Re) і є єдиним елементом, що підвищує його пластичність. При уведенні ренію 30 — 40 % (за масою) поріг крихкості молібдену зміщується до температур -100 … -150 °С; молібден, легований ренієм, добре деформується за кімнатної температури.
Однак, незважаючи на високу пластичність сплавів молібдену з ренієм, вони є малодоступними для промислового застосування внаслідок високої вартості та відносного дефіциту ренію. Тому проблема отримання пластичних молібденових сплавів залишається однією з найважливіших проблем сучасної металургії.
Незважаючи на те, що легування підвищує міцність, основним способом зміцнення молібдену завжди є деформування. Зазвичай це робиться стандартними процесами вальцювання, штампування та кування. Деформування може збільшити міцність молібдену до чотирьох разів, залежно від величини деформації. Для матеріалу, що зазнав значних деформації, наприклад, при формуванні дроту, цей коефіцієнт може бути ще вищим. Відпал усуває наслідки деформаційного зміцнення, викликаючи відновлення властивостей до стану, що був до обробки.
Приклади сплавів заміщення на основі молібдену:
- Mo-W (10…50 % W) обладнання для роботи з розплавленим цинком, скляні мішалки;
- Mo-Re (3 % Re, 5 % Re, 41…47,5 % Re) термопари (низький вміст Re) і застосування, що вимагають низькотемпературної пластичності (високий вміст Re);
- Mo-Ta (10,7 % Ta) тонкоплівкові покриття сенсорних дисплеїв;
- Mo-Nb (3,0-9,7 % Nb) тонкоплівкові покриття сенсорних дисплеїв.

Сплави молібдену типу тверді розчини заміщення можуть мати дещо вищі максимальні робочі температури, ніж чистий молібден. Однак, щоб забезпечити значне підвищення високотемпературної міцності, металурги вдаються до інших підходів легування.

## Сплави молібдену, стабілізовані карбідом
Стабілізовані карбідом сплави містять дрібні частинки реакційноздатних карбідів металів у молібденовій матриці. Вони також виграють від невеликої кількості легування з утворенням твердих розчинів заміщення, що утворюються реакційноздатними металами, які не присутні у вигляді карбідів, і додаткового зміцнення вуглецем, що не міститься в частинках карбіду. Ця комбінація факторів підтримує міцність молібдену при температурах, вищих, ніж це є можливим для чистого молібдену або простих сплавів заміщення, оскільки дрібні частинки змушують процеси відновлення відбуватися при вищих температурах. Обробка є ключовим елементом успіху цих сплавів. Процес повинен гарантувати, що реакційноздатні метали та вуглець спочатку розчиняються в молібденовій матриці, а потім випадають у необхідну дрібну дисперсію під час перебігу процесу. Для цих цілей можуть використовуватись берилій, титан, гафній.
Деякі складні сплави молібдену з цими металами знайшли важливе застосування у сучасній авіаційній та ракетній техніці. Проте практика тут випередила теорію, оскільки у діаграмах станів відповідних бінарних систем, опублікованих у літературі, є багато неясностей. До того ж, вони вкрай складні. У системі молібден-берилій виявлено декілька твердих фаз різного хімічного складу та кристалічної структури. Молібден розчиняє всього 0,09 % берилію, але ці малі добавки роблять його твердішим. Молібден-берилій дуже стійкий до окиснення на повітрі до 1260 °C.
Титан утворює із молібденом тверді розчини неперервного ряду. У системі «молібден-титан» температури плавлення змінюються із складом майже лінійно. Ці сплави отримують сплавленням в електричній дузі в атмосфері аргону або гелію чи спіканням порошків у вакуумі. В обох випадках потрібна повна відсутність агресивних газів. Невеликі добавки титану до 1 % значно підвищують опір молібдену до згинання за підвищених температур. А сплав молібдену з 5 % титану має значну твердість при високих температурах і одночасно добре піддається куванню. У свою чергу, молібден підвищує корозійну стійкість титану до соляної та сірчаної кислоти.
Сплав TZM або Mo Alloy 364 (Mo ~99,4 %, Ti 0,4-0,55 %), Zr 0,06-0,12 % і 0,01-0,04 % C) є корозійностійким молібденовим суперсплавом, стійким до розплавлених фтористих солей при температурах 1300 °C. Він має приблизно вдвічі більшу міцність, ніж чистий молібден, і є пластичнішим та краще піддається зварюванню. Під час випробувань сплав протистояв корозії стандартної евтектичної солі (FLiBe) і сольових випарів, які використовувалися в реакторах з розплавленою сіллю протягом 1100 годин з настільки незначною корозією, що її було важко виміряти.
Основним компонентом молібденових сплавів типу MHC є ~99 %Mo-(0,5-1,3)%Hf-(0,05-0,12)%C; тобто елементи Hf і C додаються до чистого молібдену. Таким способом, температура рекристалізації та властивості повзучості молібденових сплавів значно покращуються шляхом зміцнення твердого розчину та зміцнення частинок другої фази.

## Сплави, зміцнені дисперсією
У дисперсійно зміцнених сплавах використовуються фази оксидів інших елементів або, у випадку матеріалів, легованих Al/K/Si, дисперсні фази цих елементів, які не розчиняються в молібденовій матриці. У цьому випадку надзвичайно малі та стабільні частинки другої фази повинні бути присутніми в матеріалі на самому початку деформаційної обробки. Обробка призначена для створення спеціального масиву цих частинок, який забезпечує надзвичайну високотемпературну міцність і стабільність.
Приклади дисперсійно зміцнених сплавів молібдену:
- Mo-La2O3 (0,43…1,20 % La, 0,075…0,21 % O) пічні нагрівальні елементи, човники для спікання, компоненти ламп;
- Mo-ZrO2 (1,24 % Zr, 0,43 % O) компоненти склоплавильних печей;
- Mo-Y2 O3-Ce2O3 (0,37–0,43 Y, 0–0,06 Ce, 0,11–0,12 O) компоненти галогенних ламп, випарні човники;
- Молібден, легований K, Si (0,01–0,07 Si, 0,005–0,03 K, 0,01–0,07 O) компоненти ламп, нагрівні елементи.

## Сплави з молібденом як легувальним елементом
Молібден як легувальна добавка використовується в чорній металургії при виробництві сталей і чавунів. До складу конструкційних сталей може входити до 0,5 % цього тугоплавкого металу. Завдяки молібдену суттєво покращується структура конструкційної сталі, яка стає одноріднішою та дрібнозернистішою. Додавання молібдену також підвищує границю пружності а також зносо- й ударостійкість. Присутність молібдену усуває відпускну крихкість аустенітної сталі. Молібден входить до складу інструментальних сталей й підвищує червоностійкість, міцність, твердість, стійкість до зношування та утворення гартувальних тріщин. Сталі для виготовлення штампів зазвичай містять 1…1,5 % Mo, швидкорізальні — 5…8,5 % Mo. Хромисті і хромонікелеві сталі також містять у своєму складі молібден. Він знижує їх крихкість і підвищує жаротривкість в умовах тривалої роботи. Уведення 2…4 % молібдену до неіржавних хромонікелевих сталей покращує їхню корозійну тривкість. Уведення до чавуну 0,2…0,5 % молібдену підвищує його ударну в'язкість та зносостійкість, покращує властивості при високих температурах та зменшує схильність до росту зерен.

## Використання
Завдяки відмінним механічним властивостям при високій температурі і високому тиску сплави TZM широко застосовуються у військовій промисловості.
Сплав TZM використовується для виготовлення корпусів клапанів двигунів торпед, ракетних сопел і газопроводів, де він може витримувати екстремальні термічні та механічні навантаження. Інші сплави на основі молібдену, які не містять заліза, мають лише обмежене застосування. Наприклад, через стійкість до розплавленого цинку як чистий молібден, так і молібден-вольфрамові сплави (70 %/30%) використовуються для трубопроводів, мішалок і робочих коліс насосів, які контактують з розплавленим цинком. Сплав також знайшов застосування для виготовлення тонкостінних труб систем охолодження в ядерній енергетиці.